# Tomasz Foszmańczyk
Tomasz Foszmańczyk (Bytom, 1986. február 7. –) lengyel labdarúgó, az LKS Nieciecza középpályása.

## Pályafutása

### Klubcsapatokban
A profi pályafutása 2003-ban indult a Ruch Chorzów csapatában. 3 év után a Polonia Bytomba igazolt, de csak 5 mérkőzésen kapott lehetőséget, így 2007-ben a GKS Jastrzębie együtteséhez ment. A Raków Częstochowa csapatában 51 mérkőzésen 13 gólt ért el. A későbbiekben ennél többet csak a Termalica Bruk-Betben játszott, itt 76 meccsen 7 gólt szerzett. 2019-ben visszatért a Ruch Chorzówhoz, és azóta is meghatározó játékosa az együttesnek. 2022. május 29-ig 90 találkozón lépett pályára, és 19 találat fűződik a nevéhez.